# Novillard
Novillard is een gemeente in het Franse departement Territoire de Belfort (regio Bourgogne-Franche-Comté) en telt 234 inwoners (2004). In het Elzassisch of het Duits heette de plaats vroeger Neuweiler.
De gemeente maakt deel uit van het arrondissement Belfort en sinds 22 maart 2025 van het kanton Grandvillars. Voor die dag viel de gemeente onder het op diezelfde dag opgeheven kanton Danjoutin.

## Geografie
De oppervlakte van Novillard bedraagt 3,8 km², de bevolkingsdichtheid is 61,6 inwoners per km².
De Rigole de Belfort loopt door de gemeente. Dit is een kanaal dat vanuit het Bassin de Champagney het Rhône-Rijnkanaal van water voorziet. Dit kanaal werd tussen 1939 en 1949 gegraven.
De onderstaande kaart toont de ligging van Novillard met de belangrijkste infrastructuur en aangrenzende gemeenten.

## Demografie
Onderstaande figuur toont het verloop van het inwonertal (bron: INSEE-tellingen).